# Poule du Danemark
La Poule du Danemark ou Poule de campagne danoise (Danske landhøns), est, comme son nom l'indique une race de poule domestique originaire du Danemark.

## Origine

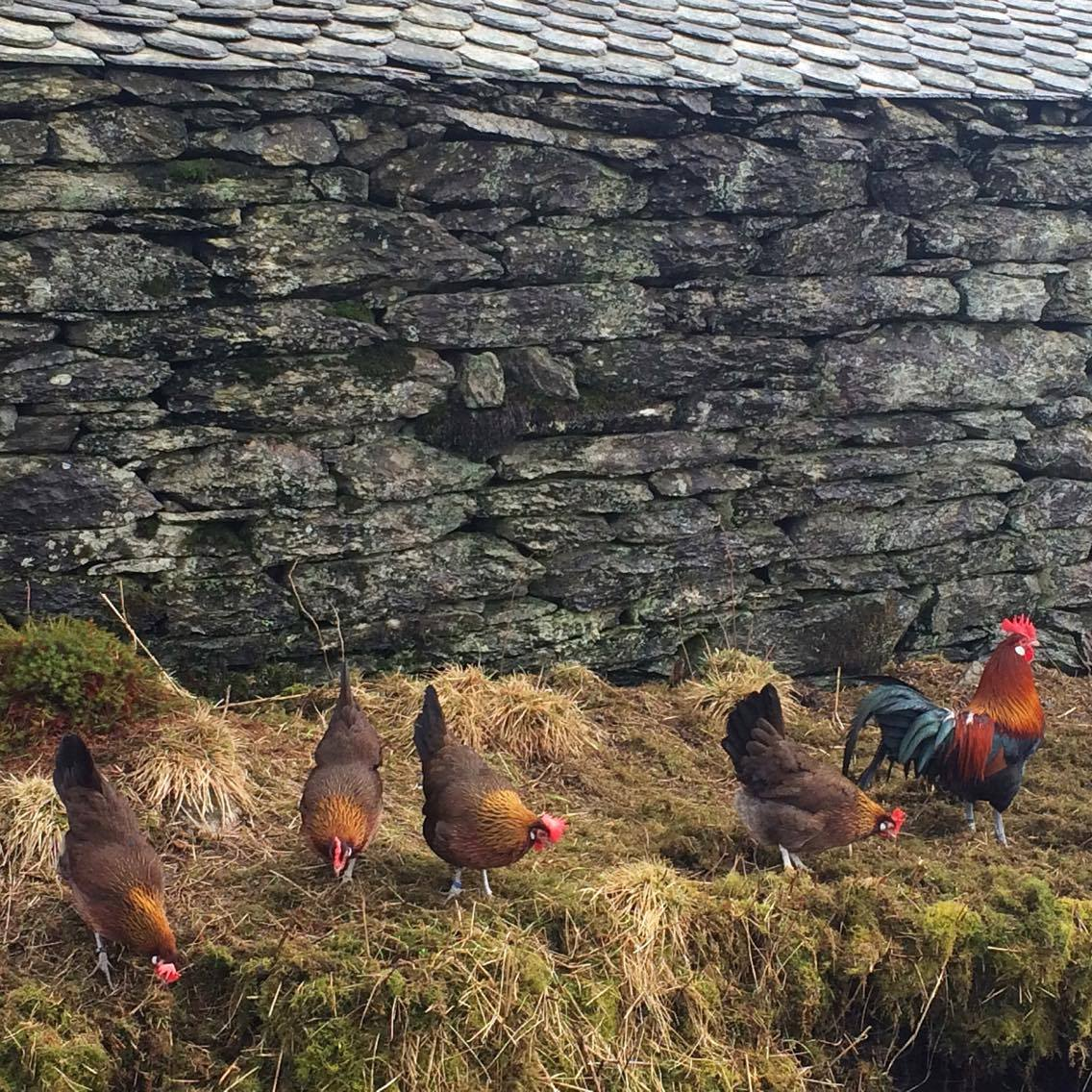
Coq et ses poules.

Originaire du Danemark où elle a été sélectionnée dès 1877, à partir de diverses souches de poules communes présentes dans la campagne danoise depuis plusieurs millénaires.
Elle a échappé aux croisements avec des races asiatique importées dès le milieu du XIXe siècle et descend directement des premiers spécimens arrivés au Vème siècle avant J-C durant l'âge du fer scandinave. 
La poule du Danemark a été officialisée par un standard en 1901.
Il existe également une poule danoise à courtes-pattes nommée Luttehøns.
Elle existe également en naine.

### État de conservation
À la fin des années 1900 la poule danoise était rare, mais elle a gagnée en popularité parmi les éleveurs amateurs.
Elle n’est plus considérée comme en voie de disparition.
La variante luttehøns n’est pas aussi connue et populaire que les poules danoises ordinaires, elle a été également très proche de l’extinction et est toujours en danger critique d’extinction.

## Description
C'est une volaille de type fermier européen, rustique et vive.
Sa croissance et rapide et son ossature est légère.

### Standard officiel
- Crête : simple avec 4 à 6 crétillons
- Oreillons : blancs
- Couleur des yeux : miel
- Couleur de la peau : blanche
- Couleur des Tarses : ardoise
- Variétés de plumage : doré-saumoné, noir, blanc...

Grande race :
- Masse idéale : Coq : 2-2,5 kg ; Poule : 1,75-2 kg
- Œufs à couver : min. 55 grammes, coquille blanche
- Diamètre des bagues : Coq : 18mm ; Poule : 16mm

Naine :
- Masse idéale : Coq : 800 g ; Poule : 700 g
- Œufs à couver : environ 30 grammes, coquille blanche
- Diamètre des bagues : Coq : 12mm ; Poule : 11mm